# 토양학

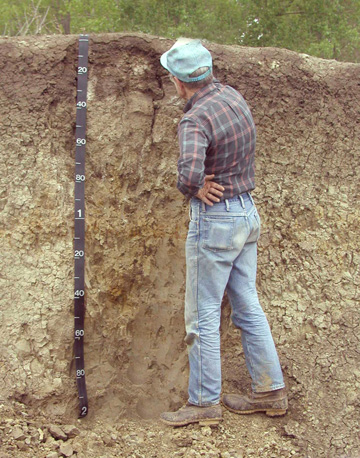
토양조사 장면

토양학(土壤學)은 토양을 지표면에 존재하는 자연체로 보고 토양의 생성과정, 분류와 분포, 물리적·화학적·생물학적 성질과 토양에서 일어나는 각종 현상의 원리를 연구하는 학문분야이다.

## 같이 보기
- 지리학
- 지질학
- 지구과학
- 농경학
- 경반층